# OVER/光碎片
《OVER/光碎片》（日语：OVER/ヒカルカケラ）是日本女性音樂組合Little Glee Monster的第10張單曲。2017年11月8日由Sony Music Records發行。

## 收錄歌曲

### CD
1. 光碎片（ヒカルカケラ）
作詞、作曲：菅止戈男，編曲：松浦晃久（日语：松浦晃久）
2. OVER
作詞：，作曲：KEN for 2SOUL MUSIC Inc.・Philip Woo・kyte，編曲：KEN for 2SOUL MUSIC Inc.
東京電視台電視動畫《BORUTO -火影新世代- NARUTO NEXT GENERATIONS-》第1代片頭主題曲
3. My Best Friend -Live on 2017.9.18-
4. OVER -instrumental-

### DVD
1. 迎向明日 Music Video
2. 迎向明日 Jacket Making

## 來源
1. ↑  . Real Sound. 2017-10-31  [2017-11-05]. （原始内容存档于2017-11-07） （日语）.